# Domaine des Grottes de Han
Pour les articles homonymes, voir Han.
 (mars 2019).
Le Domaine des Grottes de Han est un complexe touristique belge wallon situé dans la province de Namur, à Han-sur-Lesse. Ce site est composé de cinq attractions. Le parc animalier présente de nombreuses espèces de la faune européenne.
Il est membre permanent de l'Association européenne des zoos et aquariums (EAZA).

## Description

### Grotte de Han
La Grotte de Han est ouverte au public depuis plus d'un siècle,. Les visiteurs y accèdent grâce à un tram centenaire pour un trajet de 4 km et y suivent une visite guidée multilingue de 2 km et 1 h 30. Le parcours est composé de 508 marches montantes et descendantes. Depuis juillet 2018, le spectacle de son et lumière nommé Origin, une création de Luc Petit, est diffusé au milieu de la visite. La sortie de la Grotte de Han se trouve en surplomb de la Lesse. Les salles de la Grotte se nomment :
- l'entrée des grottes ;
- la salle des scarabées ;
- le Vigneron ;
- la galerie des Verviétois ;
- le Minaret ;
- les Mystérieuses ;
- le passage du Styx ;
- le Trophée ;
- la salle d'arme ;
- la salle du dôme ;
- la sortie des grottes.

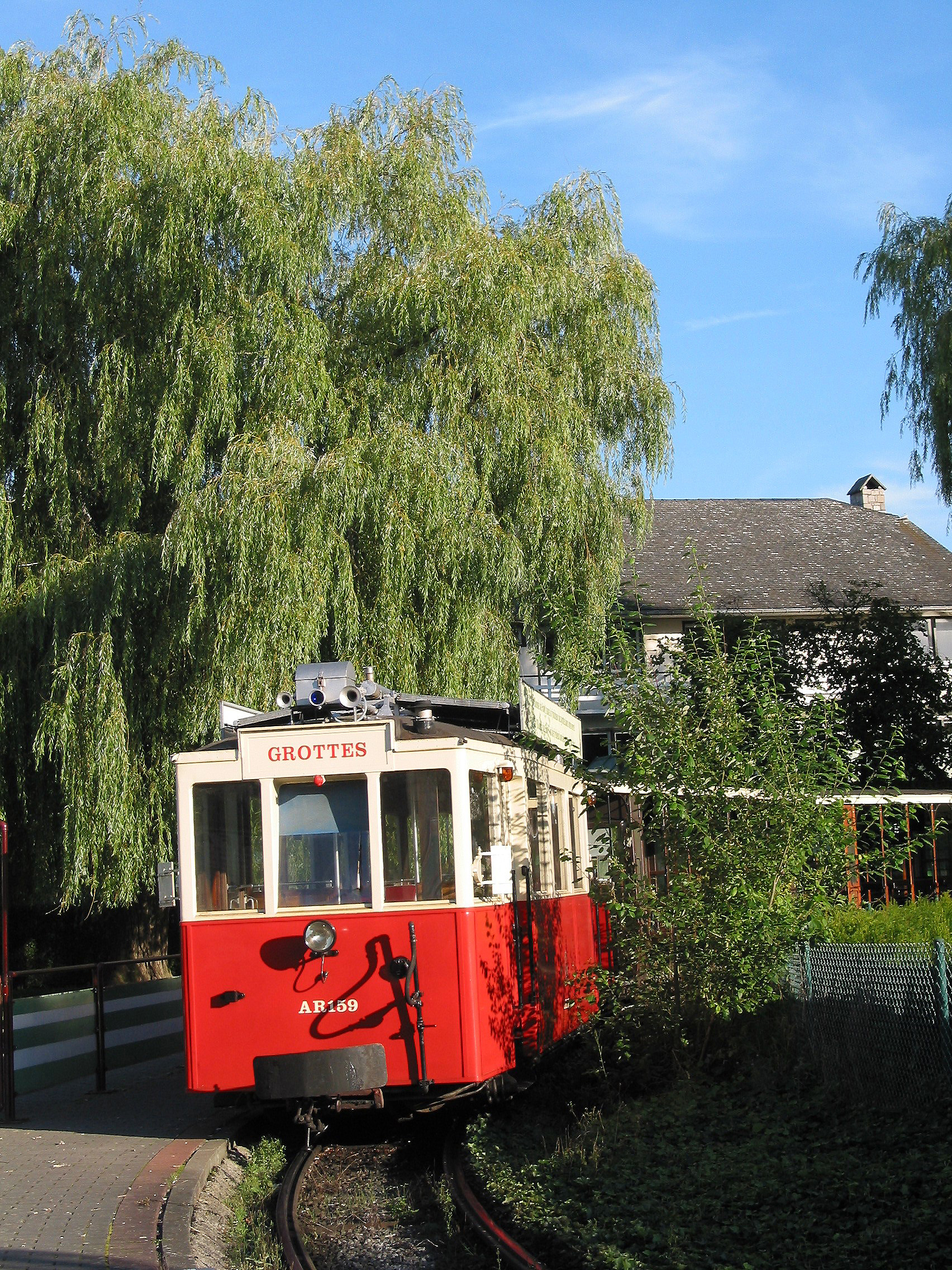
Le tramway de Han.
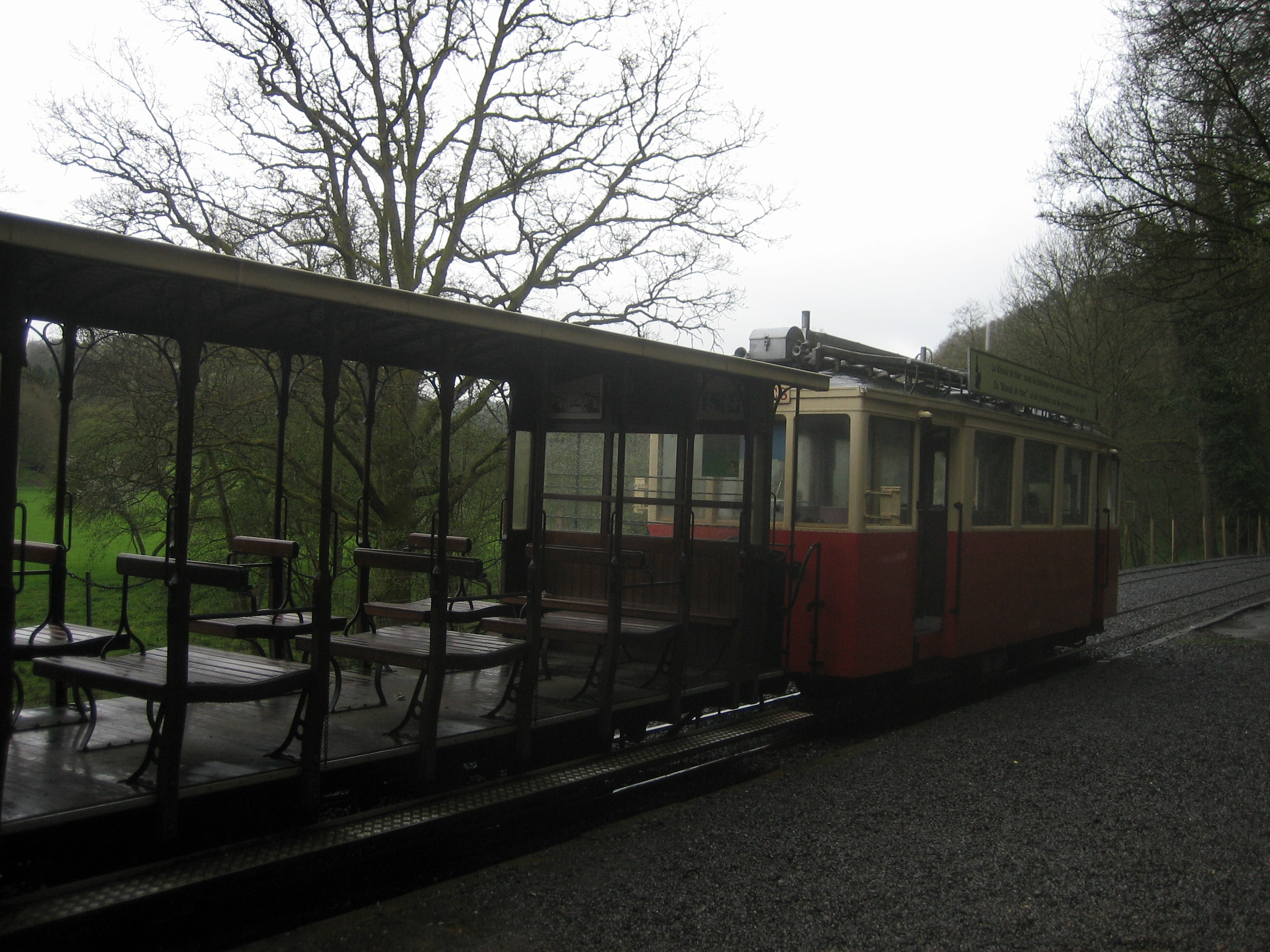
Tram centenaire.
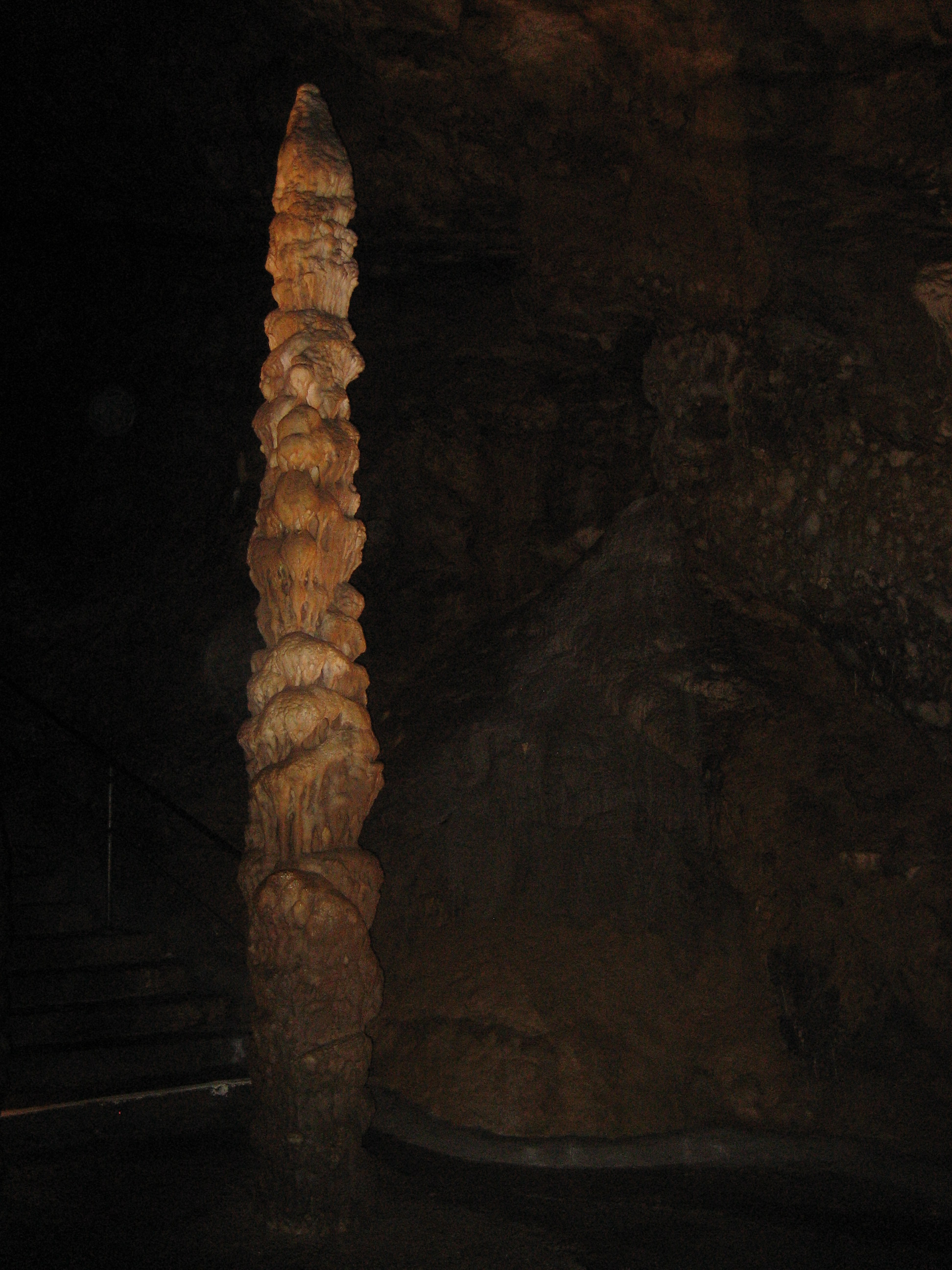
Le minaret de 6 m et 12 000 ans.
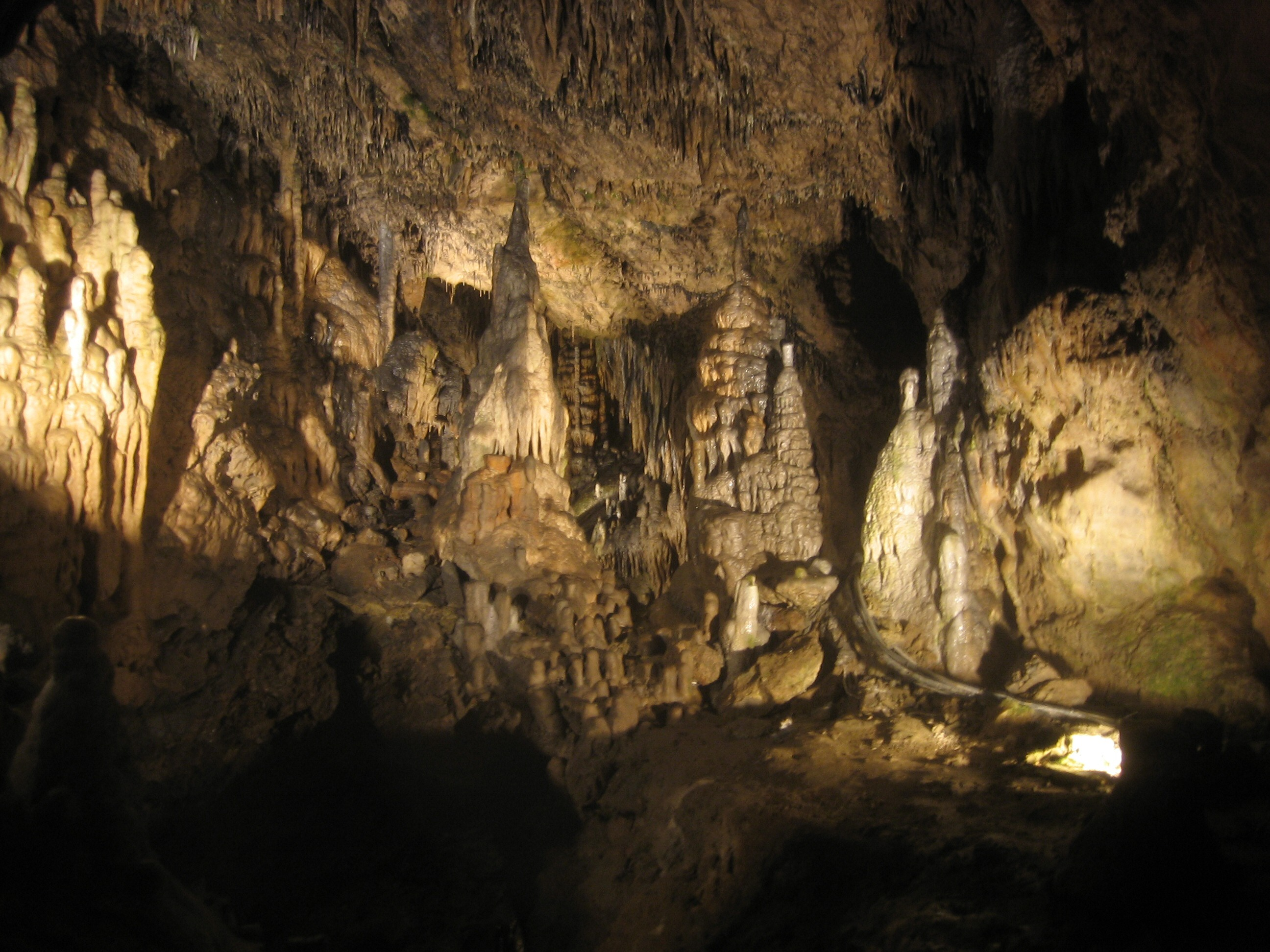

### Parc animalier
En 1970, un parc animalier de 250 hectares est créé sur le massif de Boine qui surplombe la grotte de Han.
Ce parc safari indigène est accessible grâce au safari-car d'une capacité d'une centaine de personnes. Des barrières canadiennes, infranchissables par les animaux, permettent aux véhicules de circuler sans entrave dans le parc animalier. La décision de ne pas limiter la faune aux espèces indigènes est prise et il y eut donc réintroduction dans la réserve des animaux qui peuplaient autrefois les régions tempérées d'Europe occidentale. Ces espèces se sont accoutumées à l'environnement et se reproduisent normalement[réf. nécessaire]. Les passagers du camion-safari peuvent observer une vingtaine d'espèces tels sangliers, loups, chevaux de Przewalski, cigogne noire, chats sauvages, bouquetins, chevreuils, lynx, tarpans, daims, aurochs, ânes du poitou, cerfs, mouflons, bisons, ours bruns, bœufs d'Écosse, rennes. Certains animaux font partie de programmes européens pour les espèces menacées. Depuis 2012, un sentier pédestre permet la promenade dans la partie haute du parc animalier. Il suit l'itinéraire de l’ancienne voie du tram panoramique qui longeait la crête des rochers de Faule.
Le Domaine des Grottes de Han est propriétaire des lieux depuis plus de cent ans. En 1961, des mesures de conservation furent prises concernant la colline boisée de Boine, les rochers de Faule et de Griffaloux, le gouffre de Belvaux et de la Chavée, vallée sèche de la Lesse. Deux sections ont alors été créées : le massif de Boine d'une part, la Chavée et les bois qui l'entourent d'autre part.

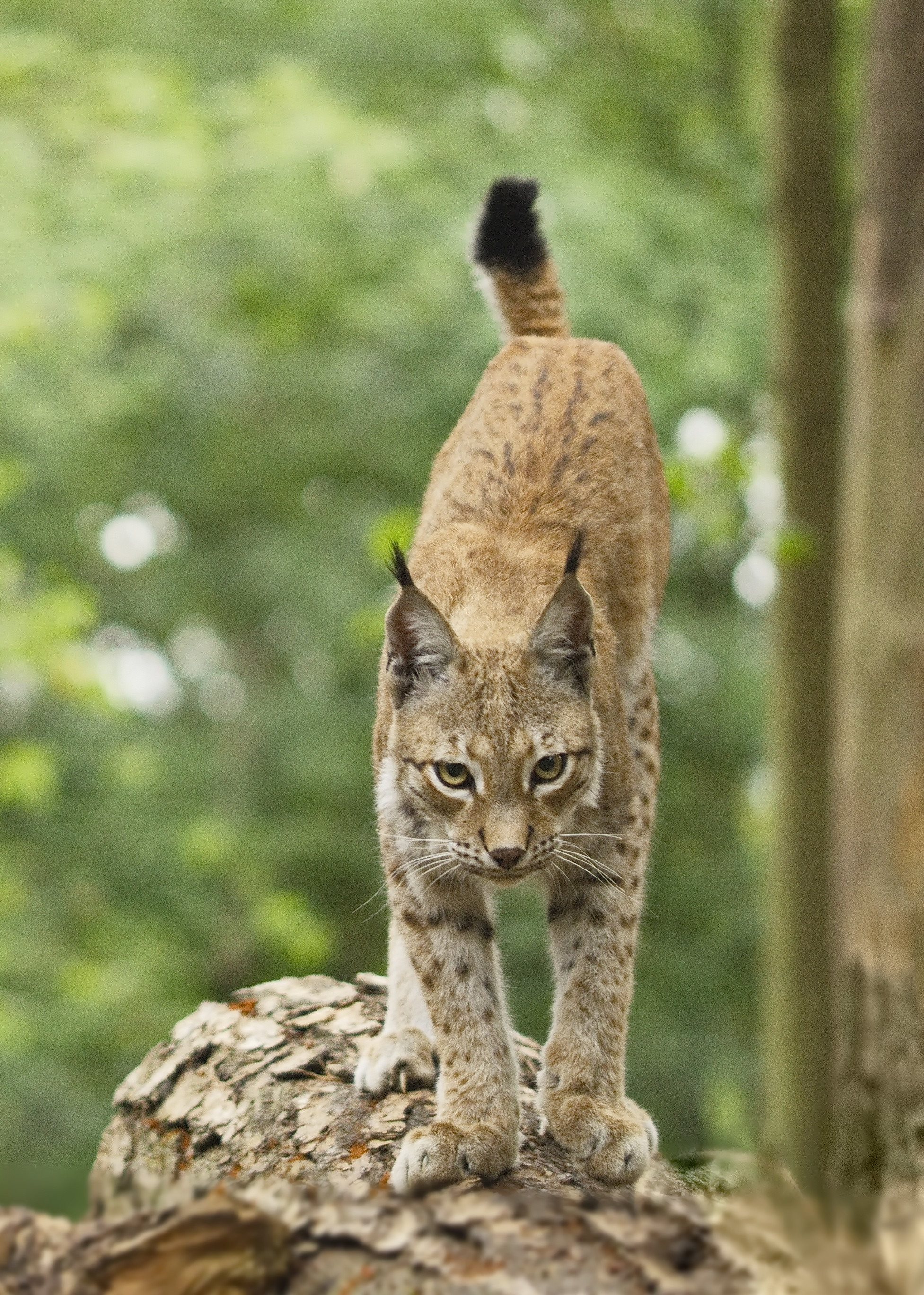
Un jeune lynx boréal du parc animalier de la S.A. des Grottes de Han.
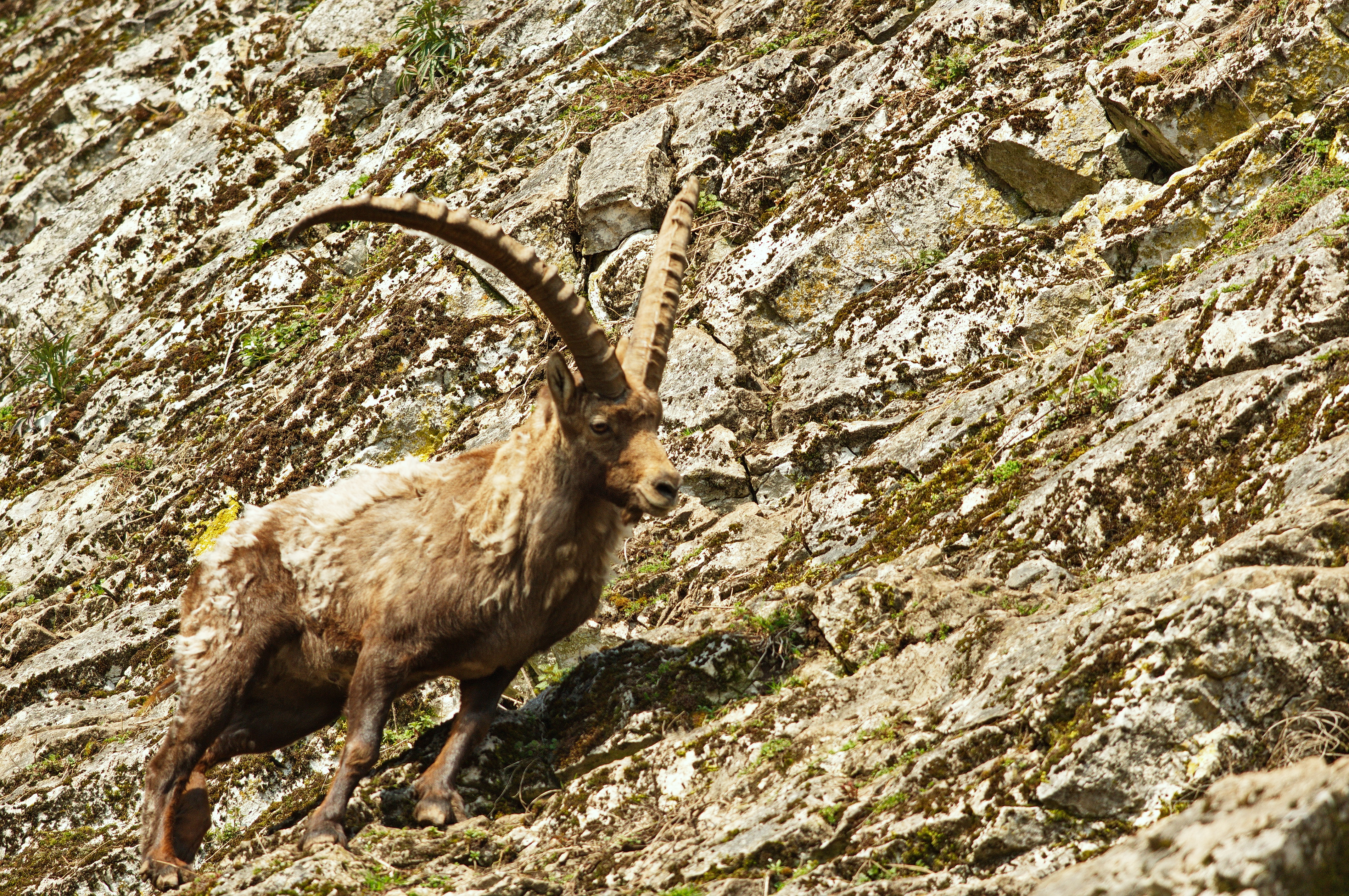
Un bouquetin dans son enclos reproduisant les pentes rocheuses escarpées des Alpes.
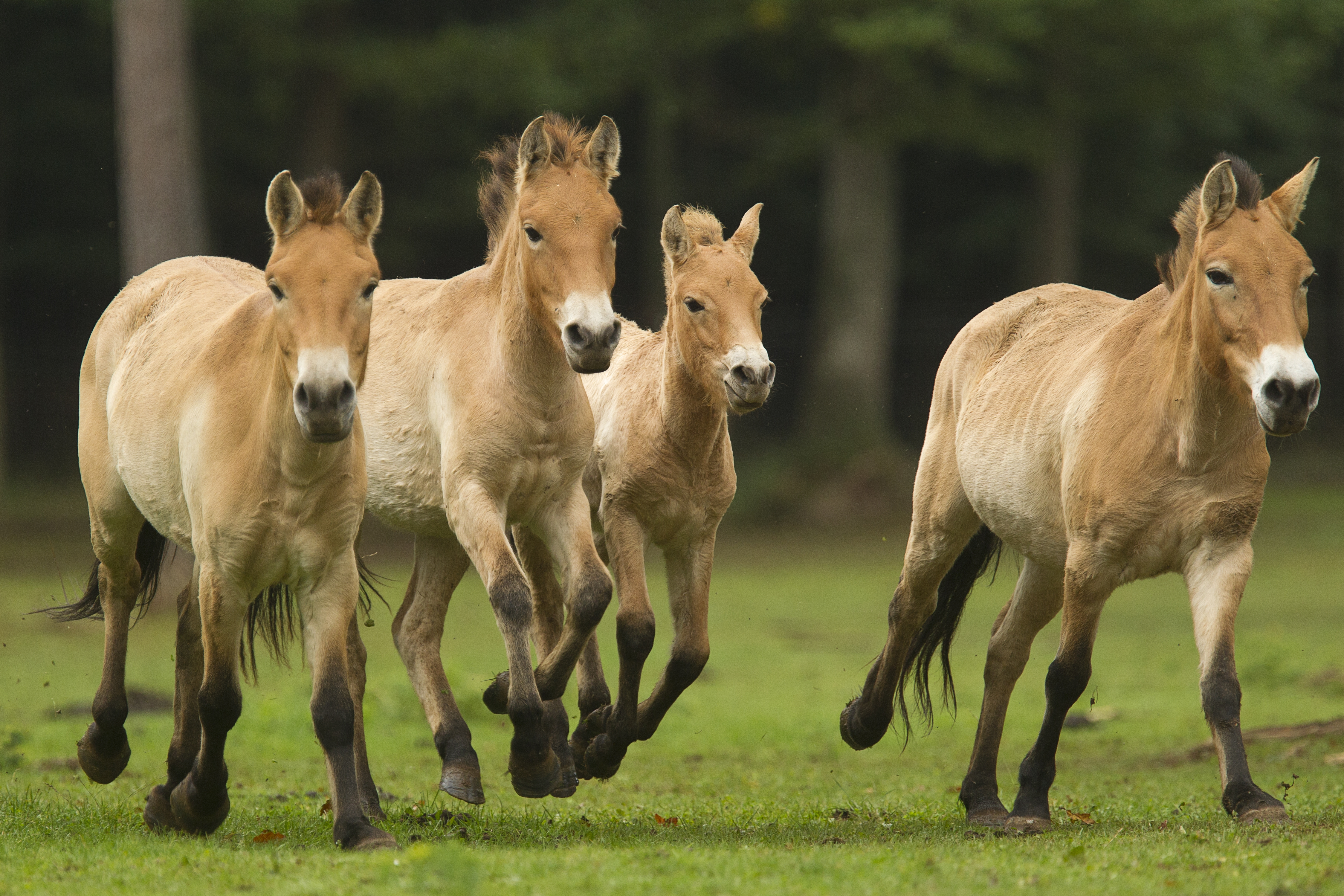
Les chevaux de Przewalski.
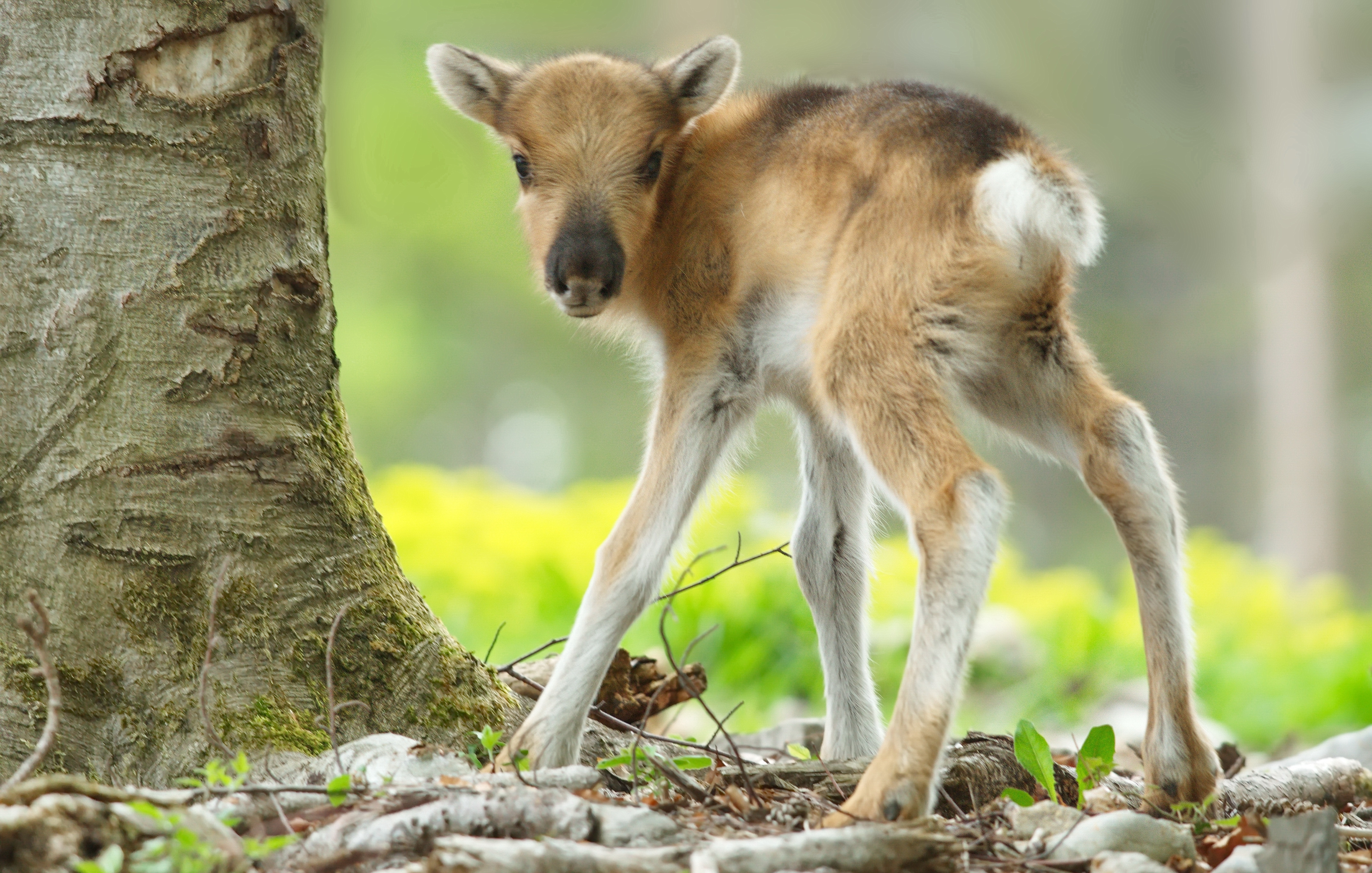
Un jeune renne du domaine quelques jours après sa naissance.
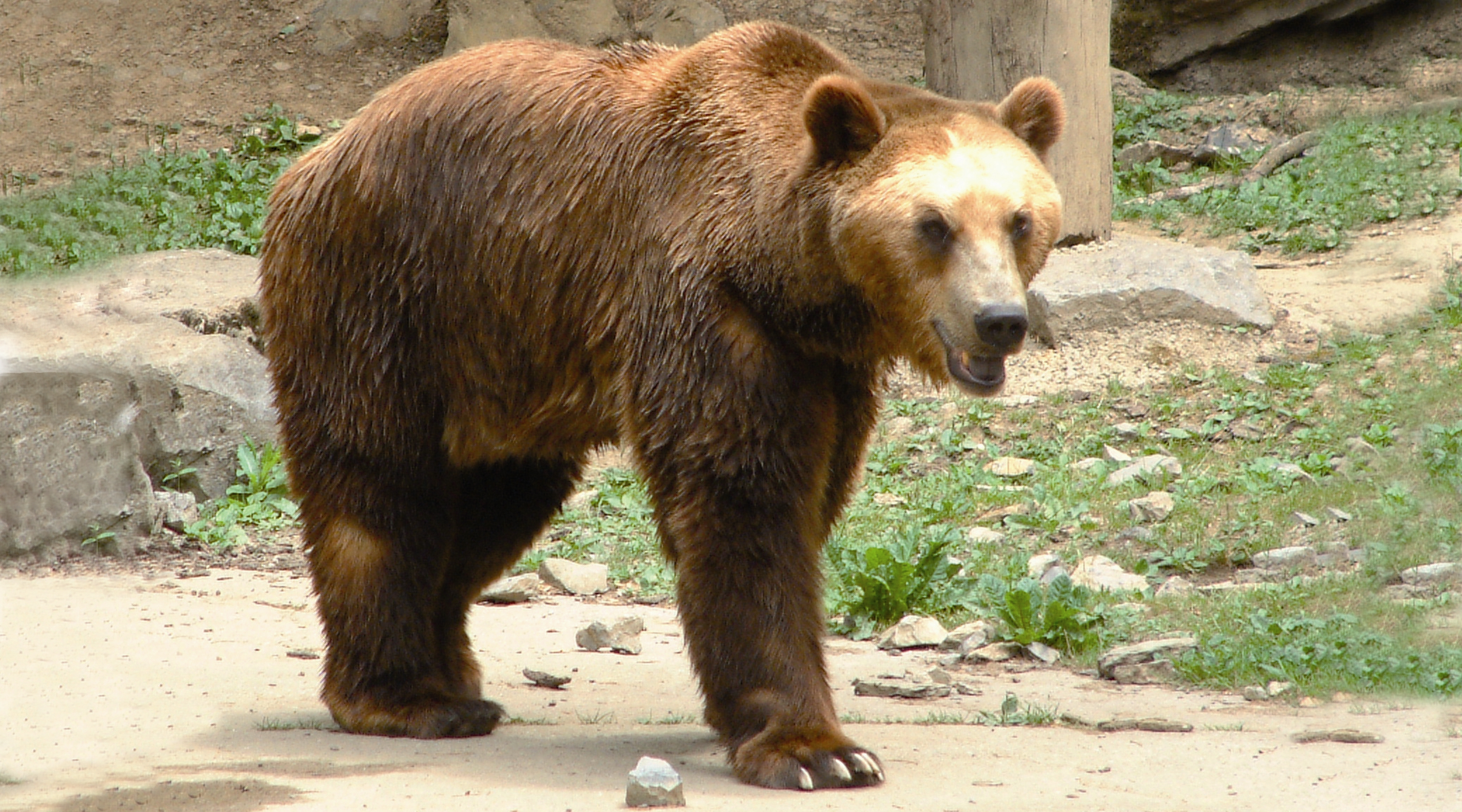
Ours brun dans le parc.
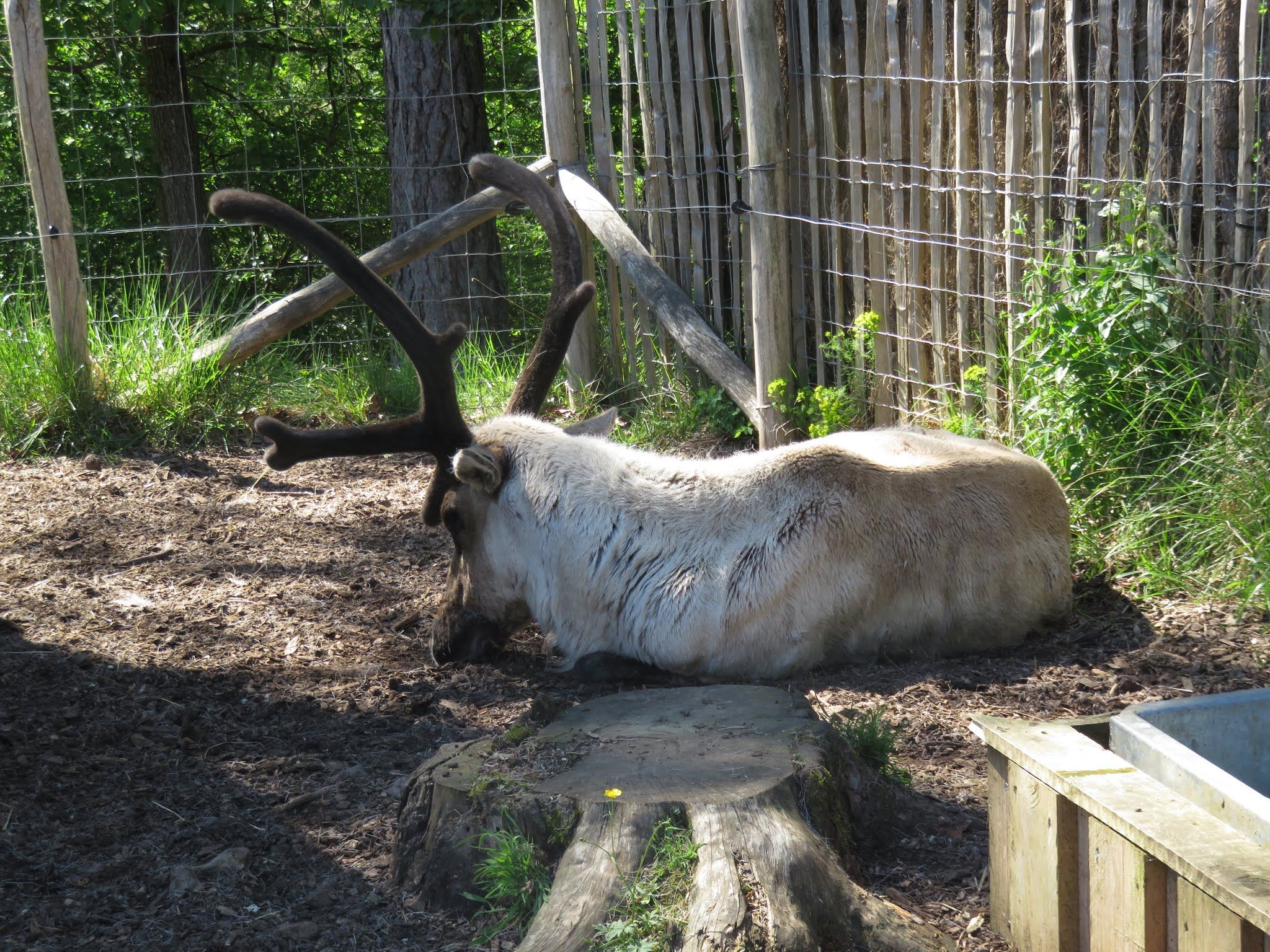
Un renne

### Musée Han 1900
Le musée Han 1900 rouvre en 2012 et retrace en cinquante scènes le quotidien de l’époque 1900 : Han 1900 ou La Maison de la vie paysanne et des métiers oubliés.

### ExpositionPrehistoHan
Inaugurée en 2012, PrehistoHan est une exposition d'une heure retraçant les ères de l'époque du mammouth au néolithique.

### Parcours spéléo
Un parcours spéléo est proposé par la société des grottes pour certaines visites de découverte de la grotte touristique. Avec six cents mètres de long, ces galeries ont une configuration telle qu'une limite d'accès existe pour les touristes,,.

### Grotte de Lorette-Rochefort
La grotte de Lorette-Rochefort doit son nom en raison de sa proximité avec la chapelle classée Notre-Dame de Lorette. Contrairement à beaucoup d'autres grottes de Belgique, elle a la particularité d'être très verticale. Avant la visite de la grotte d'une heure est projeté le film Vidéokarst. Profondément sous terre, le guide fait s'envoler une petite montgolfière dans la Salle du Sabbat pendant un son et lumière. Les failles de la grotte de Lorette-Rochefort sont étudiées par des appareils mesurant leur déplacement mais aussi les tremblements de terre même s’ils sont trop faibles pour être ressentis. D'autres mesurent la pesanteur, la pression atmosphérique, la température de l'air et de l'eau d'infiltration. Le tout est enregistré toutes les minutes par télématique.

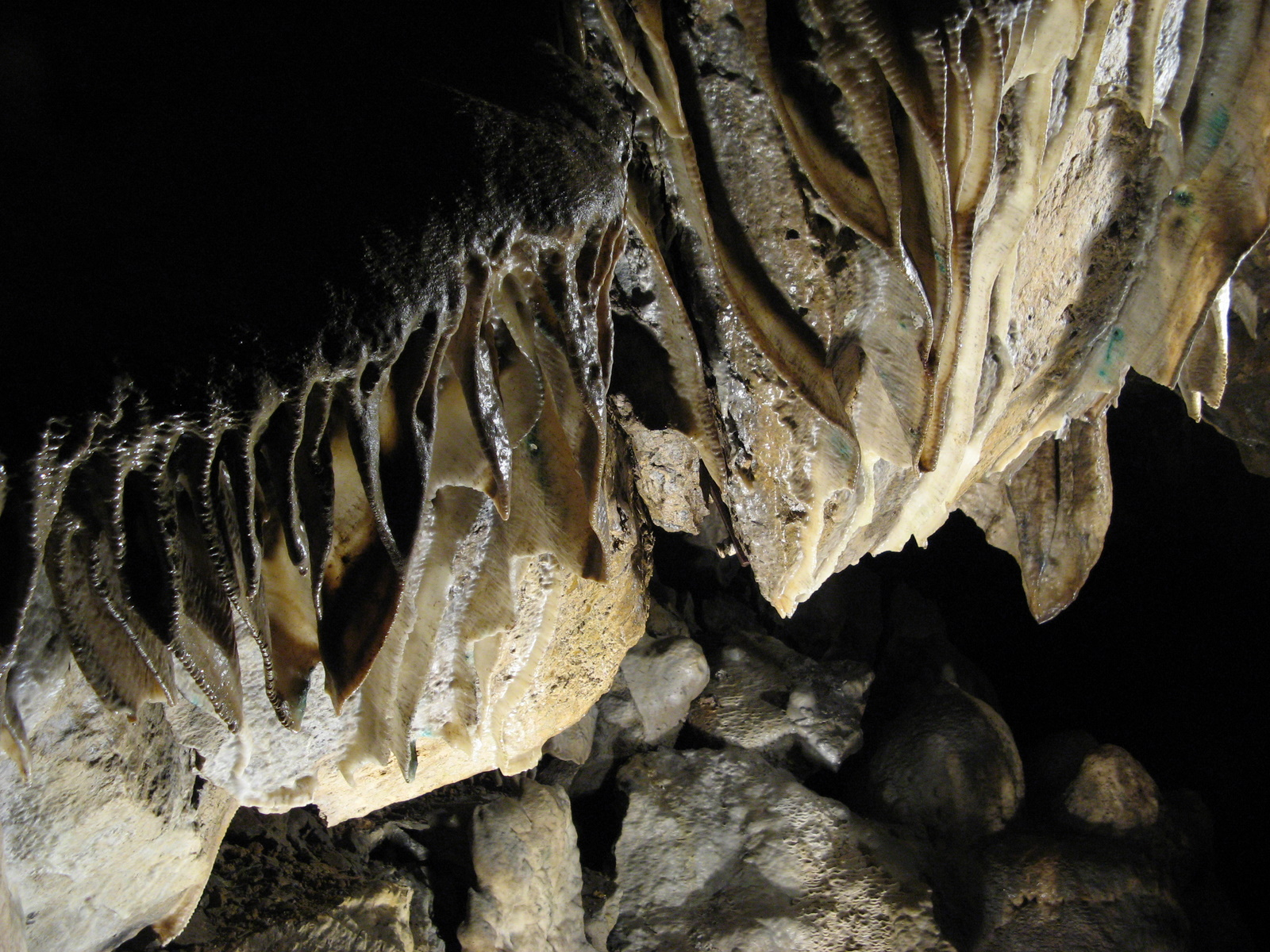
La grotte de Lorette-Rochefort.
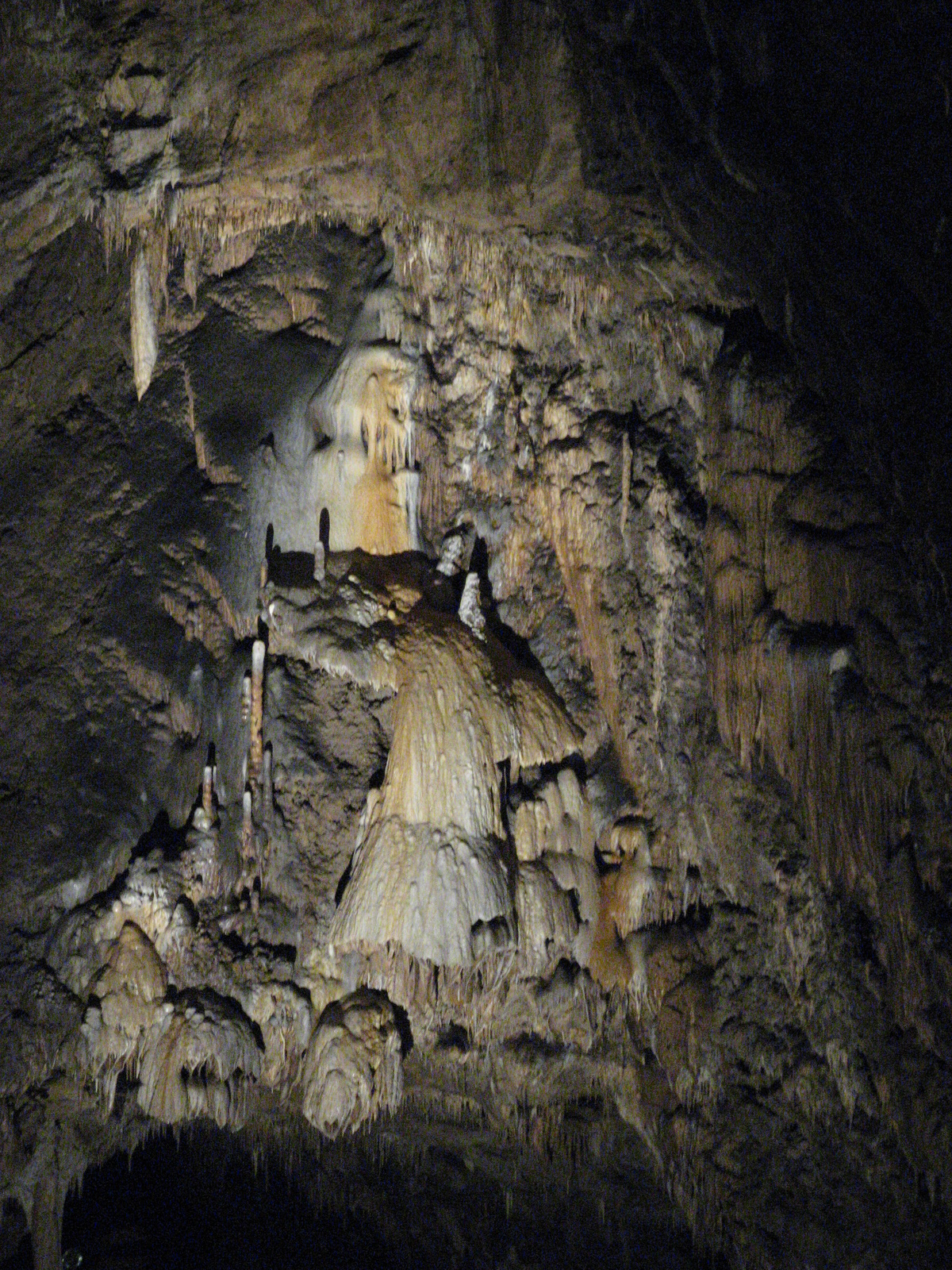
La grotte de Lorette-Rochefort.

## Conservation
Il est membre permanent de l'Association européenne des zoos et aquariums.

## Économie et fréquentation
En 2014, le parc est fréquenté par 286 000 visiteurs. Ce nombre atteint les 600 000 unités en 2018.